# Rayman Legends
Rayman Legends – komputerowa gra platformowa z serii Rayman stworzona przez Ubisoft Montpellier i wydana przez Ubisoft. Gra jest bezpośrednim sequelem Rayman Origins i piątym, głównym tytułem serii. Planowano ją wydać w 2013 roku wyłącznie na konsolę Wii U, ale podjęto decyzję o wydaniu gry na inne platformy.

## Fabuła
Akcja gry toczy się po wydarzeniach z Rayman Origins. Podczas stuletniego snu Raymana, Globoxa i małaków koszmary przybierają na sile i stopniowo opanowują krainę Rozdroży Marzeń. Stworek Murfy, przyjaciel bohaterów, budzi ich aby mogli uratować krainę. Śniący Bańki tworzy dla nich obrazy, które reprezentują koszmary i równocześnie są portalami do różnych krain. Rayman wraz z przyjaciółmi odwiedzają każdą z nich, gdzie walczą ze złem, ratują małaki i zbierają lumy.